# 30151 Susanoffner
30151 Susanoffner è un asteroide della fascia principale. Scoperto nel 2000, presenta un'orbita caratterizzata da un semiasse maggiore pari a 2,3691881 UA e da un'eccentricità di 0,0594146, inclinata di 6,18581° rispetto all'eclittica.